# Saracchi (Künstlerfamilie)

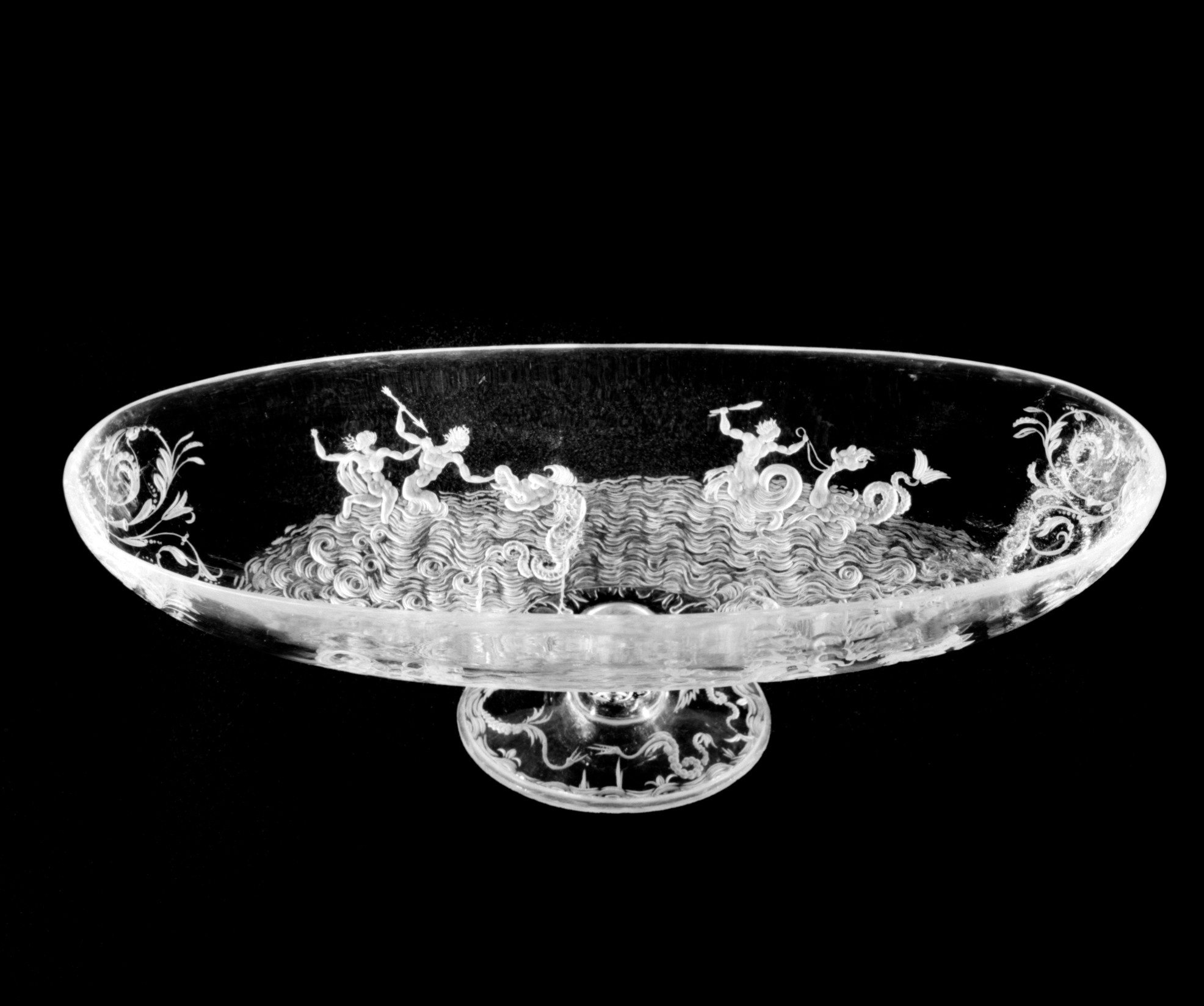
Bergkristallschale Battling Marine Deities, zwischen 1575 und 1600, Met

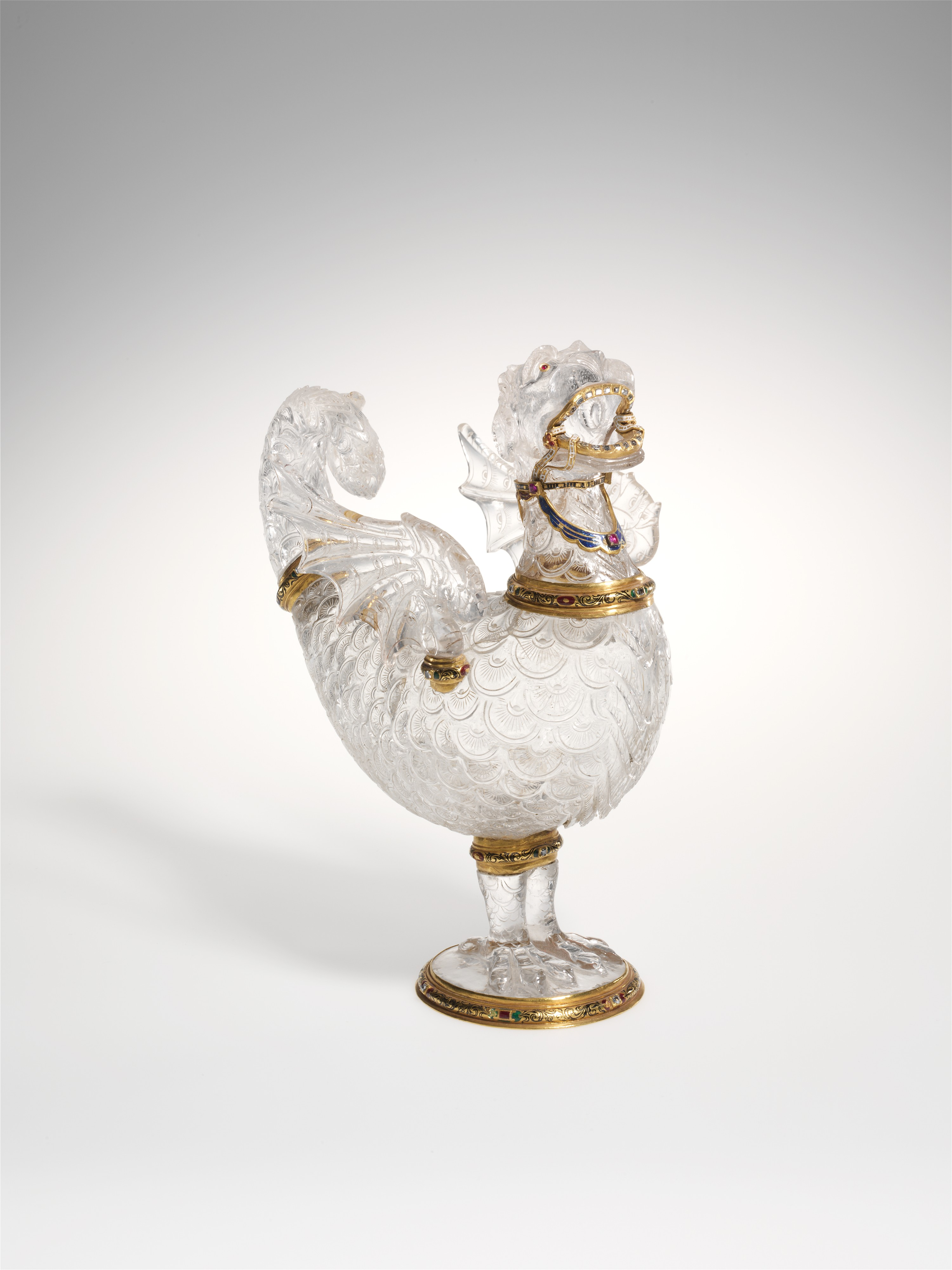
Bergkristallvase Vase in the form of a monster, ca. 1575–1600, mit später ergänztem Diamant-Halfter, Met

Saracchi (auch Sarachi, Sarrachi oder Saracco) war eine italienische Familie, die mit ihrer Werkstatt von Steinschneidekünstlern und Goldschmieden im 16. und 17. Jahrhundert in Mailand wirkte.
Begründer der Künstlerfamilie war Bartolomeo Saracchi, der als Steinschneider zwischen 1561 und 1578 nachgewiesen ist. Er hatte fünf Söhne:
- (Giovanni) Ambrogio Saracchi (* 1540/41; † nach 1612)
- Simone Saracchi (* 1547 oder 1548 in Mailand; † 1598 ebenda)
- Stefano Saracchi (* 1550 oder 1551; † vor 1595)
- Michele Saracchi (* 1558; † 1613)
- Rafaele Saracchi[3] (* 1568; † 1588)

Giov. Ambrogio Saracchi leitete ab 1579 die Werkstatt, in der auch seine Brüder als Steinschneider arbeiteten. Dabei führte Simone die feineren Arbeiten durch wie Verzierungen und Intagli, während Giov. Ambrogio und Stefano Saracchi den groben Zuschnitt und das Formen der Gefäße übernahmen. Verschwägert mit dem Bildhauer und Kristallschneider Annibale Fontana (1540–1587) nutzten sie häufig dessen Entwürfe als Vorlage. Die Saracchi-Werkstatt hatte vermögende Kunden wie den Bayerischen Hof, Kaiser Maximilian, Emanuel Philibert von Savoyen, die Herzöge von Mantua und die Medici. In einem Brief an ihren Kunden Albrecht V. vom 13. Januar 1573 boten die Sarrachi-Brüder an, in München eine Werkstatt zu eröffnen, was aber aus Kostengründen abgelehnt wurde. 1586 mieteten sie innerhalb Mailands ein größeres Haus mit Werkstatt und Verkaufsladen. Später führten Giov. Ambrogio Saracchis Söhne Pietro Antonio, Gasparo und Costanzo die Werkstatt weiter, wobei sie teilweise auch Goldschmiedearbeiten anfertigten und vermutlich auch in Mantua wirkten. Die Künstlerfamilie Saracchi ist bis in die 1630er Jahre in Mailand nachgewiesen.
Die Saracchi-Brüder waren Vertreter der Spätrenaissance und hauptsächlich für ihre Gefäße (oft Tiergefäße) und andere Objekte aus Bergkristall mit aufwendigen Gravuren bekannt, die zum Teil biblische oder mythologische Szenen darstellten. Werke von ihnen befinden sich unter anderem in den Sammlungen der Schatzkammer der Residenz in München, der Kunstkammer Wien, des Metropolitan Museum of Art und des Museo degli Argenti in Florenz.